# Kommunarka (osiedle)
Kommunarka (ros. Коммунарка) – osiedle w Rosji, w nowomoskiewskim okręgu administracyjnym Moskwy. W 2021 liczyło 73 735 mieszkańców.